# 210e division côtière
Pour les articles homonymes, voir 210e division.

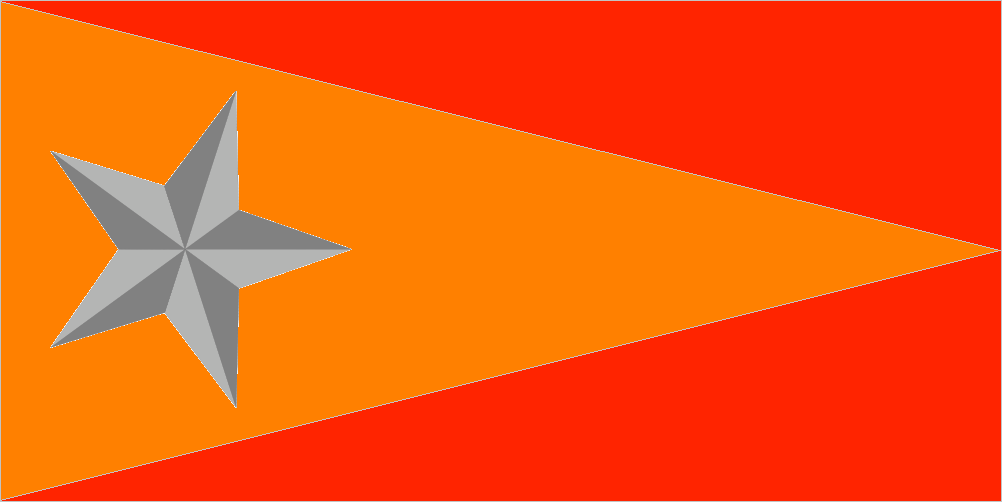
Insigne de la 210e division côtière de l'armée royale italienne : Fond écarlate avec triangle orange et étoile grise

La 210e division côtière (210ª Divisione Costiera) était une division d'infanterie de l'armée italienne pendant la Seconde Guerre mondiale. La division était basée à Tarente dans les Pouilles, une région côtière de l'Italie.
Les divisions côtières étaient des divisions de deuxième ligne, généralement formées d'hommes dans la quarantaine et la cinquantaine destinés à effectuer des tâches ouvrières. Les hommes recrutés localement étaient souvent commandés par des officiers appelés à la retraite. Leurs équipements étaient également de basse qualité.

## Ordre de bataille
- 113e régiment d'infanterie côtier
- 114e régiment d'infanterie côtier
- 164e régiment d'infanterie côtier